# Acorn Computer BBC Model A
Acorn Computer BBC Model A (BBC Model A / B / B+) је био кућни рачунар фирме Acorn Computer који је почео да се производи у Уједињеном Краљевству од 1981. године.
Користио је MOS 6502 као микропроцесор. RAM меморија рачунара је имала капацитет од 16 kb (Model 1). 

## Детаљни подаци
Детаљнији подаци о рачунару BBC Model A су дати у табели испод.
|                       |                                                                                                   |
| [ 1 ]                 |                                                                                                   |
| Произвођач            |                                                                                                   |
| Тип                   | кућни рачунар                                                                                     |
| Меморија              | Model 1: 16 kb                                                                                    |
| Поријекло             | Уједињено Краљевство                                                                              |
| Година                | 1981                                                                                              |
| Тастатура             | Пуни помак тастатура, 64 тастера, 10 функцијских тастера, тастери смјера                          |
| Процесор              | 6502                                                                                              |
| Фреквенција процесора | 1,8                                                                                               |
| RAM                   | Model 1 : 16 kb                                                                                   |
| ROM                   | 32 kb                                                                                             |
| Текст                 | 80 x 32/25 (2 боје) / 40 x 32/25 (2 или 4 боје) / 20 x 32 (16 боја) / 40 x 25 (приказ телетекста) |
| Графика               | 640 x 256 (2 боје) / 320 x 256 (4 боје) / 160 x 256 (16 боја)                                     |
| Боја                  | 16 (8 боја + опција треперења)                                                                    |
| Звук                  | 3 канала + 1 канал шума, 7 октава                                                                 |
| Димензије             | 41 (ширина) x 34.5 (дубина) x 6.5 (висина) cm / 3700 g                                            |
| Портови               |                                                                                                   |
| Оперативни систем     | Acorn MOS                                                                                         |